# Heinrich Bünger
Ernst Heinrich Bünger (* 25. Januar 1880 in Westhoyel; † 18. November 1946 in Kiel) war ein deutscher Institutsdirektor und Professor.

## Leben und Wirken
Heinrich Bünger stammte aus dem alteingesessenen Bauerngeschlecht der Bungener im Kreis Melle. Sein Vater Wilhelm Bünger († 1908) besaß dort einen Hof. Seine Mutter hieß Wilhelmine, geborene Bettmann. Heinrich Bünger besuchte die Volksschule in seinem Geburtsort, eine höhere Privatschule in Borgholzhausen und das Ratsgymnasium Osnabrück. Nach dem Reifezeugnis zu Ostern 1900 lernte er als Eleve in der Landwirtschaft.
Im Wintersemester 1906 begann Bünger ein Studium der Landwirtschaft an der Universität Göttingen. Er unterbrach das Studium für eineinhalb Jahre und arbeitete währenddessen als Landwirtschaftsbeamter auf Gut Böckel. Erste Erfahrungen in der Milchwirtschaft sammelte er während eines achtwöchigen Lehrgangs an der Molkereischule Hameln. Als Assistent am Königlich landwirtschaftlichen Versuchsfeld promovierte er am 18. Juli 1906 an der Göttinger Universität bei Conrad von Seelhorst.
Nach dem Abschluss des Studiums besuchte Bünger für ein Jahr ein Seminar in Weilburg. Vom 1. April 1908 bis zum 30. September 1908 unterrichtete er als Landwirtschaftslehrer in Hagen. Danach übernahm er in gleicher Funktion bis zum 30. November 1918 eine Lehrstelle an der höheren Landwirtschaftsschule in Eldena. 
Während des Ersten Weltkriegs leistete Bünger von 1915 bis 1918 Kriegsdienst. Als Leutnant der Reserve erhielt er das Eiserne Kreuz zweiter Klasse. Vom 1. Oktober 1918 bis zum 21. Oktober 1919 fungierte er als Direktor der Landwirtschaftsschule in Samter. Danach wirkte er vom 1. Oktober 1919 bis zum 30. März 1923 als Direktor der Landwirtschaftsschule in Dahme.
Am 1. April 1923 folgte Bünger einem Ruf der Universität Kiel. Als Professor und Direktor leitete er das Institut für Milcherzeugung. Er beschäftigte sich hier mit Problemen der Konservierung von Futtermitteln und der Fütterung von Milchvieh. Für seine umfangreichen Untersuchungen, die er während seiner 20-jährigen Forschertätigkeit ausführte, nutzte er das Versuchsgut Friedrichsort. Über seine Forschungsergebnisse verfasste er ungefähr 150 Berichte.
Neben den wissenschaftlichen Tätigkeiten sah es Bünger als wichtig an, die Forschungsergebnisse unter Landwirten bekannt zu machen. Er wurde daher oftmals der „Bauernprofessor“ genannt, was als Zeichen der Anerkennung verstanden werden kann. Neben der Arbeit am Kieler Institut leitete er acht Jahre lang als Verwaltungsdirektor die Kieler Forschungsanstalt.
Heinrich Bünger war verheiratet mit Gertrude Schroedter (* 1886) aus Schleswig. Das Ehepaar hatte keine eigenen Kindern, sondern adoptierte Werner Bünger.